# علي أشكناني
علي أشكناني ، من مواليد الكويت 22-3-1988 لاعب كرة قدم كويتي.
و هو يلعب مع نادي العربي الكويتي منذ موسم 2008/2009.